# Hercynidy
Uzasadnienie: Artykuł merytorycznie jest tożsamy z tym drugim, różni się jedynie sposobem opisywania tego samego zjawiska

Hercynidy w karbonie.

Hercynidy (Waryscydy) – góry powstałe w czasie orogenezy hercyńskiej/waryscyjskiej (trwającej od środkowego dewonu do końca permu). Orogen waryscyjski ma charakter spolaryzowany z wyraźnymi strefami internidów i eksternidów.
W Polsce termin waryscydy odnosi się do pasa górskiego, który się skonsolidował na przełomie westfal/stefan.
Hercynidami są m.in. Masyw Armorykański, Masyw Centralny, Wogezy, Średniogórze Niemieckie, Masyw Czeski, masyw ciągnący się od Irlandii przez południową Anglię po Bretanię, a poza Europą Ural, Ałtaj, Tienszan, Appalachy, Góry Smocze, Wielkie Góry Wododziałowe. W Polsce hercynidami są Sudety.
W masywach hercyńskich występował silny magmatyzm, powstały wtedy m.in. granity Karkonoszy, Strzegomia, Kudowy i Strzelina oraz Tatr.
Hercynidy powstawały w paleozoiku, pomiędzy późnym sylurem a końcem permu. Zbudowane są ze skał metamorficznych i osadowych (gnejsy, migmatyty, łupki krystaliczne, dolomity).
Fazy orogenezy hercyńskiej/waryscyjskiej:
- ligeryjska (środkowy – późny dewon) – powstanie Masywu Centralnego,  sfałdowane północno-zachodnie części Europy; liczne intruzje; metamorfizm wysokociśnieniowy
- reussyjska (środkowy – późny dewon) – powstanie Turyngii
- bretońska (dewon – karbon) – powstanie Bretanii
- sudecka (wizen – namur) – powstanie strefy Sakso-Turyńskiej
- kruszcogórska (namur – westfal) – dalsze powstanie ww. strefy oraz Kornwalii
- asturyjska/uralska (westfal – stefan) – sfałdowanie Uralskiego rowu przedórskiego
- saalska (perm)
- pfaldzka/palatynacka (perm – trias)

Podczas tych fałdowań powstały pasma górskie takie jak: Waryscydy, Allegenidy, Mauretynidy, Uralidy.
Strefy strukturalne powstałe podczas fałdowań:
- renohercyńska
- saksoturyńska
- moldanubska
- południowej Europy